# Alexandru Herescu
Alexandru Herescu (n. 24 iunie 1942 – d. 5 iulie 2011) a fost un actor și profesor de fizică român.
A debutat în filmul Dacii (1967), regizat de Sergiu Nicolaescu. A mai jucat în filmele Războiul domnițelor (1969), Mihai Viteazul (1971) Atunci i-am condamnat pe toți la moarte (1972), Dincolo de nisipuri (1974).
În 1973 a renunțat la actorie și a devenit profesor de fizică pentru următorii 40 de ani.
A predat în București, întâi la liceele „Mihai Viteazul” și „I. L. Caragiale”, după care s-a transferat la liceul „George Coșbuc”, unde a predat 40 de ani, până a ieșit la pensie.
A fost înmormântat la cimitirul „Sf. Vineri” din București.

## Filmografie
- Dacii (1967)
- Războiul domnițelor (1969)
- Mihai Viteazul (1971)
- Atunci i-am condamnat pe toți la moarte (1972)
- Dragostea începe vineri (1973)
- Dincolo de nisipuri (1974)

## Legături externe
- Alexandru Herescu la cinemagia.ro
- (data apariției articolului arată corect data decesului)